# Mesa (Rey de Moab)

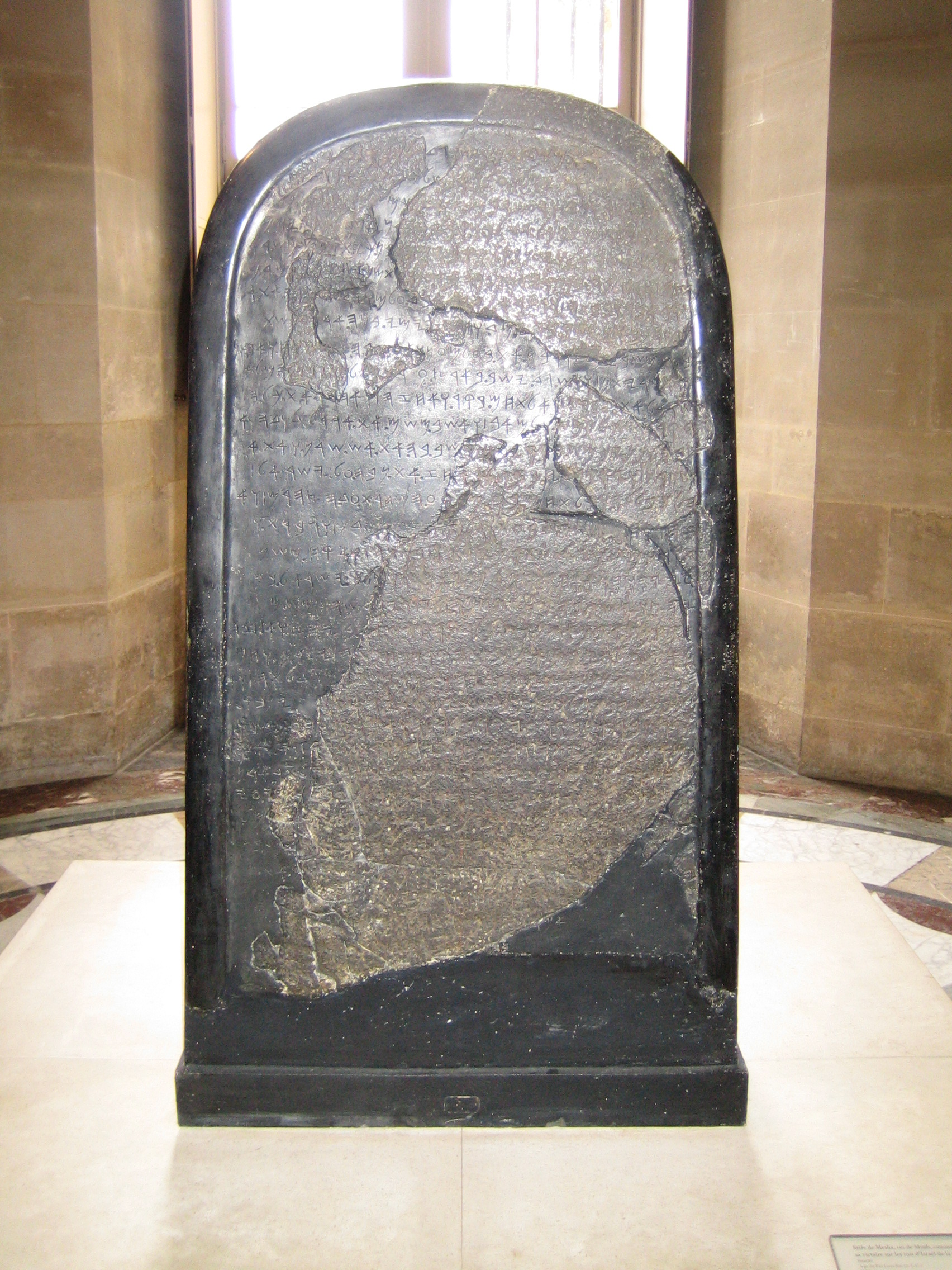
La estela de Mesha.

Mesa (moabita: 𐤌𐤔𐤏 *Māša‘; hebreo: מֵישַׁע Mēša‘) fue un rey de Moab del siglo IX a. C. un territorio en la actual Jordania, al norte de Edom, al otro lado del mar Muerto desde Judá hasta el valle del río Arnón. La Biblia relata que Moab había sido conquistado por David. Sin embargo, algunos han sugerido que dicha conquista no aconteció.
Históricamente, Moab fue un reino tributario de Israel desde el reinado de Omrí y que se rebeló contra su nieto Joram. El relato de esta rebelión está consignado en un documento contemporáneo, la estela de Mesa, también conocida como piedra moabita (alrededor de 850 a. C.), así como en un relato posterior contenido en el Libro de los Reyes de la Biblia. En ambos se recuerda su lucha por la libertad de Moab y que ésta tuvo éxito. La estela reseña su campaña victoriosa  por la cual agradece a Quemos, el dios nacional de Moab. El relato de 2 Reyes 3 cuenta que el rey de Israel junto a sus aliados (vasallos en realidad) de Judá y Edom devastaron el territorio moabita, pero que se retiraron cuando Mesa sacrificó al primogénito del rey en las murallas de la capital de Moab. El texto es ambiguo, por lo que se puede interpretar que la víctima del holocausto sea el propio hijo de Mesa o el heredero del rey de Edom. Si bien es plausible que un rey tomara como rehén al hijo mayor de un rey vecino y lo sacrificara cuando lo atacaron, es menos plausible que ofreciera a su propio hijo a su dios principal a cambio de la liberación de la destrucción.
Aunque la estela y el Tanaj están de acuerdo en que ocurrió la revuelta, la estela afirma que Mesa ganó decisivamente, por el contrario, el Tanaj  dice que Israel no sufrió ninguna pérdida. Pero es notable que el libro de Reyes use expresiones como "Y vino una gran ira contra Israel, y retiráronse de él, y volviéronse á su tierra".
El descubrimiento de las inscripciones del Altar Inscrito en Khirbat Ataruz por el arqueólogo Chang-ho Ji, en un antiguo santuario moabita en Jordania en 2010, ha proporcionado evidencia de la guerra de Mesa contra la ciudad de Ataroth tal y como se menciona en la estela, así como de otros aspectos sobre la historia moabita en general.